# Hněvkovice (Humpolec)
Hněvkovice (německy Hniewkowitz) jsou část města Humpolec. V roce 2008 měly přes 350 obyvatel. 

## Historie
- První dochovaná písemná zmínka o místě zvaném Hněvkovice je z roku 1437.
- 1869 - první sčítání obyvatelstva: Hněvkovice měly 489 obyvatel
- 1889 - předána do užívání školní budova.
- 1890 - Hněvkovice mají 556 obyvatel, v obci je poplužní dvůr a lihovar Bedřicha Millnera.
- 1895 - založen hasičský spolek
- 1901 - katastrofální požár vesnice
- 1911 - 535 obyvatel
- 1919 - zasazen Strom svobody
- 1939 - 580 obyvatel
- 1946 - poválečné volby - vítězí KSČ
- 1950 - zprovozněno autobusové spojení Humpolec-Pelhřimov přes Hněvkovice.
- 1952 - založení JZD (jednotného zemědělského družstva). Některé selské rodiny byly nuceně vystěhovány.
- 1954 - 1957 výstavba objektů JZD
- 1960 - postaveny dvě autobusové čekárny
- 1962 - opravena prodejna a adaptována na samoobsluhu
- 1964 - základní škola přeměněna na jednotřídku
- 1969 - založení fotbalového oddílu TJ. Sokol Hněvkovice
- 1971 - výstavba bytovky pro JZD
- 1972 - sloučení JZD Hněvkovice s JZD Kletečná, jméno družstva bylo JZD Hradiště
- 1975 - otevření víceúčelové budovy v červenci. V budově jsou kanceláře JZD, knihovna, kancelář MNV.
- 1976 - JZD Hradiště Hněvkovice se slučuje s Jiřicemi, vznik nového subjektu JZD Dálnice Jiřice
- 1981 - 1983 výstavba vodovodu v obci
- 1983 - zahájena výstavba nové bytovky
- 1984 - pro malý počet žáků byla k 30. červnu 1984 zrušena základní škola. Posledním kantorem v historii školy byl Jaroslav Nohejl.
- 1985 - výstavba částečné kanalizace, ztráta samostatného řízení obce, od 1. července 1985 sloučeni s městem Humpolec. Hněvkovice se stávají místní částí Humpolce.
- 1987 - otevření velkokapacitního kravína a oslava 550 let Hněvkovic, zahájení výstavby nové prodejny na místě původního obchodu, který je kompletně rozbourán včetně bývalého hostince Orient.
- 1989 - 28. října otevřena nová prodejna Jednota, 17. listopadu začátek tzv. sametové revoluce
- 1990 - tzv. svobodné volby, vítězí Občanské fórum i v Hněvkovicích
- 1991 - v prosinci v prostorách v přízemí víceúčelové budovy otevřena hospoda U Dubu
- 1992 - zahájena transformace JZD Jiřice na ZD Jiřice, rozpad Československa, uzavření hospody U Dušků.
- 1995 - oslavy 100. výročí založení SDH Hněvkovice
- 1996 - konec ZD Jiřice, vznik s.r.o. Zemko Jiřice; družstvo jde do konkursu
- 2003 - konec společnosti Zemko, konec kravínů a živočišné výroby v Hněvkovicích o rok později
- 2005 - dražba částí bývalého areálu ZD v Jiřicích i Hněvkovicích
- 2006 - nový soukromý majitel přestavuje bývalé kravíny na skladové objekty
- 2009 - 40. výročí vzniku fotbalového oddílu TJ. Sokol
- 2010 - 115. let od založení hasičského sboru
- 2014 - výstavba chodníku pro pěší v centru obce směrem k obchodu
- 2015 - SDH obdržel prapor u příležitosti 120.výročí založení hasičského sboru
- 2017 - výstavba druhé etapy chodníku ve směru od víceúčelové budovy do vsi
- 2018 - zánik  místního fotbalového klubu po 49 letech činnosti
- 2020 - z důvodu nedostatku personálu a nízkých tržeb uzavřel vlastník SD Jednota Kamenice nad Lipou místní obchod
- 2020 - v Hněvkovicích po osmnácti létech existují od května opět dvě hospody- U Dubu a druhá v objektu bývalé školy pod obchodním jménem Hněvkovická hospoda. Objekt školy je po odkoupení od Archeologického ústavu AV ČR v soukromých rukou a prošel rozsáhlou rekonstrukcí.
- 2021 - od června do prosince byl znovu otevřený obchod, ale ani vietnamský nájemce ho nedokázal dál provozovat.
- 2022 - rekonstrukce asfaltového povrchu účelové komunikace z Hněvkovic k hlavní silnici Humpolec-Želiv
- 2023 - výstava III. etapy chodníku pro pěší od bývalého obchodu směrem na konec obce. Město Humpolec odkoupilo objekt bývalého obchodu do svého vlastnictví.

## Osobnosti
- Libuše Pamětnická (1920–1992) – spisovatelka, básnířka a publicistka